# Kristallen 2009
Kristallengalan 2009 hölls den 28 augusti och direktsändes av SVT.

## Nomineringar & Vinnare

### Kategori 1: Årets underhållningsprogram
Vinnare:
Skavlan
Andra plats:
Berg flyttar in
Nominerade:
- Berg flyttar in (TV 4)
- Let's Dance (TV 4)
- Mästarnas mästare (SVT)
- Skavlan (SVT)
- Vem kan slå Filip och Fredrik (Kanal 5)

### Kategori 2: Årets dramaprogram
Vinnare:
De halvt dolda
Andra plats:
Wallander
Nominerade:
- De halvt dolda (SVT)
- Familjen Babajou (SVT)
- Livet i Fagervik (SVT)
- Maria Wern - Främmande fågel (TV4)
- Wallander (TV4)

### Kategori 3: Årets humorprogram
Vinnare:
Mia och Klara
Andra plats:
Ballar av stål
Nominerade:
- Ballar av stål (Kanal 5)
- Hjälp! (TV 4)
- Lilla landet lagom (Kanal 5)
- Mia och Klara (SVT)
- Parlamentet (TV4)

### Kategori 4: Årets barnprogram
Vinnare:
Häxan Surtant
Andra plats:
Barda
Nominerade:
- Barda (SVT)
- Häxan Surtant (SVT)
- Jonson & Pipen (TV4)
- Osynliga sår (UR)
- Stava med skägg (TV4)

### Kategori 5: Årets livsstilsprogram
Vinnare:
Antikrundan
Andra plats:
Grannfejden
Nominerade:
- Antikrundan (SVT)
- Arga snickaren (Kanal 5)
- Grannfejden (TV 3)
- Halv åtta hos mig (TV4)
- Lyxfällan (TV 3)

### Kategori 6: Årets aktualitetsprogram
Vinnare:
Debatt
Andra plats:
Racet till Vita Huset - Valvaka med Filip & Fredrik
Nominerade:
- Agenda (SVT)
- Debatt (SVT)
- Kvällsöppet med Ekdal (TV4)
- Racet till Vita Huset - Valvaka med Filip & Fredrik (Kanal 5)
- TV4-nyheterna (TV4)

### Kategori 7: Årets kultur- och samhällsprogram
Vinnare:
Kobra utland special
Andra plats:
Uppdrag granskning
Nominerade:
- Kalla fakta (TV 4)
- Kobra utland special (SVT)
- Matakuten (TV 4)
- Uppdrag granskning (SVT)
- Världens konflikter (SVT)

### Kategori 8: Årets dokumentärprogram
Vinnare:
Himlen kan vänta
Andra plats:
Diplomaterna
Nominerade:
- Diplomaterna (SVT)
- Ebbe - The Movie (SVT)
- Familjen Bonnier (TV4)
- Himlen kan vänta (SVT)
- Sjukhuset (TV3)

### Kategori 9: Årets sportprogram
Vinnare:
OS i Peking
Andra plats:
UEFA Champions League
- UEFA Champions League (TV6)
- Handbolls-VM (TV4)
- OS i Peking (SVT)
- Vasaloppet (SVT)
- Vinterstudion (SVT)

## Publikpriser

### Årets kvinnliga programledare
Vinnare: Carina Berg
Nominerade:
- Anna Charlotta Gunnarson, UR
- Anne Lundberg, SVT
- Carina Berg, TV4
- Renée Nyberg, TV3
- Sofia Wistam, Kanal 5

### Årets manliga programledare
Vinnare: Fredrik Skavlan
Nominerade:
- David Hellenius, TV4
- Filip Hammar och Fredrik Wikingsson, Kanal 5
- Fredrik Skavlan, SVT
- Simon Davies och Tomas Cederlund, TV3
- Stephan Yüceyatak, UR

### Årets program
Vinnare:
På spåret
Andra plats:
Let's Dance
Nominerade:
- Boston Tea Party Kanal 5
- Erik & Mackan - Snygga och smärta, TV6
- Let's Dance TV4
- På spåret SVT
- Ramp UR

## Stiftelsepriser
Stiftelsepriser är på sätt och vis mer personliga än kanalberoende. Eventuella övriga nominerade uppges inte.

### Årets hederspristagare
Vinnare: Robert Aschberg (TV3)

## Sammanfattning av utfallet år 2009
| Kanal   | nominerade | vinnare |
| ------- | ---------- | ------- |
| SVT     | 23         | 11      |
| TV 4    | 18         | 1       |
| Kanal 5 | 8          | 0       |
| TV3     | 6          | 1       |
| UR      | 4          | 0       |
| TV6     | 2          | 0       |